# Аравийский полуостров
Арави́йский полуо́стров (араб. شِبْهُ الْجَزِيرَةِ الْعَرَبِيَّة‎ —  шибх аль-джазӣрат аль-’арабийях‎ или араб. جَزِيرَةُ الْعَرَب‎ —  джазӣрат аль-’араб‎), Ара́вия (от др.-евр. ערבה‬ «арава» — степь) — крупнейший в мире полуостров площадью около 3,25 млн км². Расположен в Юго-Западной Азии, относится к Евразии.
На востоке омывается водами Персидского и Оманского залива, на юге — Аравийским морем и Аденским заливом, на западе — Красным морем. Северная граница полуострова проводится приблизительно по параллели 30° с. ш., соединяющей северные оконечности Персидского залива и залива Акаба. Иногда эту границу проводят по государственным границам Саудовской Аравии с Иорданией и Ираком.
Вытянут по меридиану на 2 тыс. км и по широте на 2,8 тыс. км. Берега прямолинейные, слабо расчленены, удобных бухт мало. В геологическом отношении полуостров образует Аравийская плита, бывшая некогда частью африканской континентальной массы.
Аравийский полуостров почти полностью покрыт песчаными и каменистыми (хамады) пустынями (Большой Нефуд, Руб-эль-Хали и др.). Высшая точка Аравийского полуострова — гора Эн-Наби-Шуайб (3660 м).
На Аравийском полуострове и сопредельных островах расположены современные государства Бахрейн, Йемен, Катар, Кувейт, ОАЭ, Оман, Саудовская Аравия (занимает 80 % полуострова) и южные части Ирака и Иордании. В непосредственной близости к Аравийскому полуострову расположены Египет, Израиль, Ливан, Иордания и Сирия.

## Геологическое строение и рельеф
Аравийский полуостров расположен на северо-восточной части древней Африкано-Аравийской платформы. На западе и в центре полуострова на поверхность выходят метаморфические и кристаллические породы протерозоя Нубийско-Аравийского щита, на юго-западе — породы Аравийско-Аденско-Сомалийского щита. Осевые части щитов рассекаются молодыми грабенами Аденского залива и Красного моря. Южная и западная части полуострова неоднократно подвергались активизации начиная с конца мелового периода. Вдоль сбросовых уступов к Красному морю возникли вулканические конусы, а по линиям молодых разломов произошли излияния базальтов. Сложенные кристаллическими и метаморфическими породами щиты подверглись длительной денудации, в результате чего образовался рельеф поднятых до 1800—2300 м цокольных плоскогорий и плато. Восточная часть полуострова является плитой платформы, в которой породы фундамента погружаются под осадочный чехол главным образом меловых, юрских и кайнозойских песчаников и известняков. В восточной части Аравийского полуострова расположена историческая область Эль-Хаса с отметками высот менее 200 метров.
На побережье и в акватории Персидского залива сосредоточена значительная часть мировых запасов нефти и природного газа. В центре полуострова породы чехла обрамляют Нубийско-Аравийский щит. Широко развиты массивы незакрепленных песков: пустыни Руб-эль-Хали, Дехна и Большой Нефуд. Южная часть полуострова обрамлена высоко поднятым (до 2469 м) пластовым плато Хадрамаута, пересечённым многочисленными долинами вади. Лавовое плато на юго-западе полуострова представляющее собой антиклинальный массив, перекрытый мощными осадочными и вулканическими толщами. Отдельные вулканы и вершины на лавовом плато достигают высоты до 3600 м (Эн-Наби-Шуайб). У побережья полуострова Красном море много коралловых островов и отмелей. Вдоль восточного берега Красного моря пролегает узкая полоса пустыни с солончаками, песками и щебнем. Южная часть этой пустыни называется Тихамой. На крайнем юго-востоке расположена область глыбово-складчатого среднегорья альпийского возраста, имеющее широкой развитие основных и ультраосновных магматических пород (хребты Эль-Ахдар, Эль-Хаджар-эш-Шарки и др.).
| Название            | Расположение                                     | Площадь     | Примечание |
| ------------------- | ------------------------------------------------ | ----------- | --- |
| Большой Нефуд       | север Саудовской Аравии                          | 103 600 км² | соединяется с пустынями Руб-эль-Хали и Малый Нефуд (Дехна)                                                                                         |
| Рамлат-эль-Вахиба   | Оман                                             | 12500 км²   | пустыня была сформирована в четвертичный период под действием юго-западных муссонов и северных пассатов шама́ль, дующих с востока.                  |
| Малый Нефуд (Дехна) | центр Саудовской Аравии                          | 132 000 км² | занимает узкую (от 20 до 70 км) древнюю ложбину стока, протягивающуюся на 1200 км с севера на юго-восток                                           |
| Эль-Джафура         | южнее полуострова Катар                          |             | на юге Эль-Джафура переходит в пустыню Руб-эль-Хали                                                                                                |
| Нафуд-эд-Дахи       | центр Саудовской Аравии                          | 50 000 км²  | массивы подвижных барханных песков. |
| Руб-эль-Хали        | юг Саудовской Аравии и ОАЭ, север Йемена и Омана | 650 000 км² | является большим бассейном, вытянутым с юго-запада на северо-восток через аравийский шельф                                                         |
| Тихама              | юго-запад Саудовской Аравии, запад Йемена        | 120 000 км² | поверхность пустыни местами нарушается отдельными скальными останцами и многочисленными сухими руслами — вади, пересекающими её с запада на восток |

## Климат
Климат средней и южной частей полуострова — тропический пассатный. Температура января от 14 °C (Эр-Рияд) до 24,8 °C (Аден), июля до 33,4 °C (Эр-Рияд), максимальная температура до 55 °C. Климат Аравийского полуострова является одним из самых жарких на планете. Тропические районы полуострова являются зоной ничтожного увлажнения. Среднегодовое количество осадков около 100 мм, на юге осадки выпадают преимущественно летом (менее 50 мм/г). В горах юго-восточной части полуострова в связи с проникновением муссонов годовое количество осадков увеличивается до 500 мм, а на западных склонах гор юго-западной части — до 700—900 мм.
На крайнем севере климат субтропический с зимними циклональными осадками; лето сухое. Осадков выпадает примерно 150—300 мм в год. Температура января 10—15 °C; при вторжениях холодного воздуха с севера температура падает до отрицательных значений.

## Реки и озёра
Для Аравийского полуострова характерна редкая сеть рек и озёр, малый сток воды в окружающие моря. Постоянные водотоки находятся на юге и юго-западе полуострова (реки Масила, Маур, Тибан и другие). Вади пересекают полуостров согласно общему наклону поверхности с запада на восток; наиболее крупные: Эр-Румма (более 1000 км) и Эд-Давасир. Большая часть вади слепо оканчивается в песках пустынь. Большое значение имеют карстовые источники, подземные воды в центральной части куэстового района Неджд. Выходы обильных источников на побережье Персидского залива (Эль-Хаса) связаны с пластовыми самоизливающимися водами. Из-за нехватки воды страны Персидского залива вынуждены строить опреснительные установки.

## Почвы и растительность
Около 95 % поверхности полуострова занимают тропические пустыни с примитивными почвами или развеваемыми и полузакреплёнными песками. В засоленных понижениях имеются солончаковые почвы и солончаки с сочными солянками, сводами и др. В центральных районах можно встретить небольшие участки злаковых степей, на юге — красно-бурые почвы (опустыненные саванны с господством акаций). На севере Аравийского полуострова имеются субтропические полупустыни и пустыни; на серозёмах, серо-бурых и бурых почвах — сухие степи с господством узколистных злаков, полыней и полукустарников. Вокруг колодцев и источников воды располагаются оазисы.
По руслам вади, в оазисах подгорных зон — разрежённые заросли из акаций, тамарисков, держидерева. Наиболее богаты тропические муссонные сообщества южных гор (тамаринды, канделябровидные молочаи, акации и др.); на высоте от 1500 до 1800 м произрастают различные вечнозелёные кустарники, оливковое дерево и фисташка; выше — мезофитные луга. Почвы — горные красно-бурые, на вулканических породах — темноцветные. В культуре — финиковая пальма, фруктовые деревья, кофе, злаковые культуры, пшеница, ячмень, кукуруза, просо и другие.

## Фауна
Южная и средняя части полуострова принадлежат Сахарской подобласти Эфиопской области, северная — Средиземноморской подобласти Палеарктической области. На полуострове можно встретить хищников (лисы, гиены, шакалы), копытных (антилопы, газели, онагры и др.), землероек, тушканчиков. Много пресмыкающихся, птиц, в том числе перелётных. На Аравийском полуострове имеются очаги размножения саранчи.

## Природные районы
Территория Аравийского полуострова делится на 6 природных зон: западная Аравия, вулканическое плато юго-западной части полуострова, высокие пластовые плато южных краевых районов Хадрамаута, район куэстовых пластовых равнин с долинами вади, песчаные пустыни, среднегорья юго-восточной части полуострова.
- Западная Аравия представляет собой пустынное средневысотное цокольное плоскогорье. Оно расчленёно глубоко врезанными руслами вади и ступенчато обрывается к Красному морю.
- Вулканическое плато юго-западной части Аравийского полуострова имеет повышенные суммы осадков, тропические леса на западе и редколесья и саванны на востоке.
- Среди высоких пластовых плато южных краевых районов Хадрамаута имеется значительное количество оазисов.
- Район куэстовых пластовых равнин с долинами вади, местами засыпан песками. Для этого района характерны зимне-весенняя вегетация кустарниковой и травяной растительности, а также оазисы у выходов карстовых источников оазисов.
- В песчаных пустынях (Руб-эль-Хали, Малый и Большой Нефуд) имеются средневысотные и низкие (на востоке) пластовые равнины с редкими оазисами.
- В районе среднегорий юго-восточной части полуострова имеются саванны и сухие редколесья[5].

## Население
Аравийский полуостров заселён почти исключительно арабами (некоторые исключения есть в Южной Аравии). Подавляющее большинство жителей полуострова исповедует ислам, который зародился здесь же. На полуострове находятся главные святыни ислама — города Мекка и Медина.
Обширные песчаные пляжи, красивейшие коралловые рифы вблизи побережья, памятники средневековой архитектуры и т. д. делают полуостров привлекательным для туристов.

## В астрономии
В честь Аравийского полуострова назван астероид (1157) Аравия, открытый 31 августа 1929 года немецким астрономом Карлом Райнмутом в Гейдельбергской обсерватории.